# Pang Wei
Pang Wei (庞伟S, Páng WěiP; Baoding, 19 luglio 1986) è un tiratore a segno cinese.

## Carriera
Alle Olimpiadi di Pechino 2008 ha vinto la medaglia d'oro olimpica nella specialità pistola 10 metri aria compressa, vincendo quindi la medaglia di bronzo nella medesima specialità alle Olimpiadi di Rio de Janeiro 2016. Pang Wei si è ripetuto anche alle Olimpiadi di Tokyo 2020, dove ha ottenuto il bronzo sempre nella pistola 10 metri aria compressa.
Ai campionati mondiali 2006 a Zagabria ha conquistato la medaglia d'oro nella pistola 10 metri aria compressa; otto anni dopo, ai campionati mondiali 2014 a Granada, ha vinto l'oro a squadre nella pistola 10 metri aria compressa e nella pistola libera 50 metri, e il bronzo individuale nella pistola libera 50 metri.
Nel novembre 2009 ha sposato la collega e campionessa olimpica Du Li.

## Palmarès
- Giochi olimpici

Pechino 2008: oro nella pistola 10 metri aria compressa
Rio de Janeiro 2016: bronzo nella pistola 10 metri aria compressa.
Tokyo 2020: bronzo nella pistola 10 metri aria compressa, oro nella pistola ad aria 10 metri a squadre miste.
- Campionati mondiali di tiro

Zagabria 2006: oro nella pistola 10 metri aria compressa.
Granada 2014: oro nella pistola 10 metri aria compressa a squadre, oro nella pistola libera 50 metri a squadre, bronzo nella pistola libera 50 metri.